# Les Salelles (Ardèche)
Les Salelles ist eine französische Gemeinde mit 406 Einwohnern (Stand 1. Januar 2022) im Département Ardèche. Sie liegt am Mittellauf des Flusses Chassezac und ist Teil des Regionalen Naturparks Monts d’Ardèche.

## Bevölkerung
| Jahr                       | 1962 | 1968 | 1975 | 1982 | 1990 | 1999 | 2016 |
| -------------------------- | ---- | ---- | ---- | ---- | ---- | ---- | ---- |
| Einwohner                  | 175  | 192  | 186  | 181  | 173  | 213  | 363  |
| Quellen: Cassini und INSEE |      |      |      |      |      |      |      |